# Rudolf Watzke

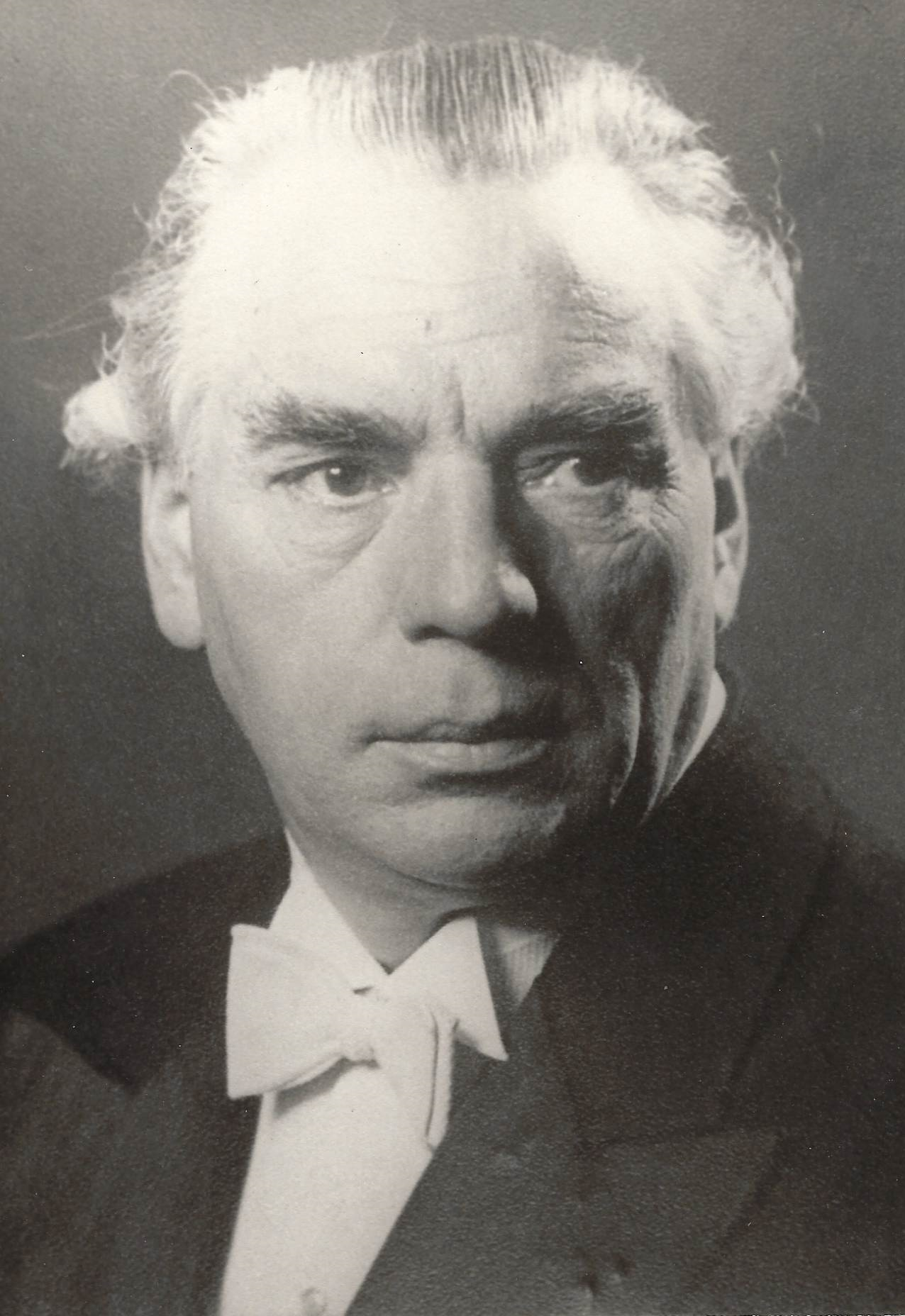
Rudolf Watzke (1965)

Rudolf Watzke (* 5. April 1892 in Niemes, Österreich-Ungarn; † 18. Dezember 1972 in Wuppertal) war ein deutscher Opern- und Konzertsänger der Stimmlage Bass. Er galt als bedeutender Balladen- und Oratoriensänger.

## Beruflicher Werdegang
Rudolf Watzke war der Sohn des Malers und Stuckateurs Josef Watzke und sang während seiner Schulzeit in einem Kirchenknabenchor. Nach seinem Schulabschluss erlernte er den Beruf seines Vaters und arbeitete in dessen Werkstatt, die nach dessen Tod 1909 aufgegeben wurde. Er ging auf die Walz Richtung Hamburg und Bremen. Nachdem er Enrico Caruso hatte singen hören, beschloss er, Sänger zu werden.
Den Ersten Weltkrieg erlebte er als k. und k. Feldjäger, Regiment Nr. 9 in den Dolomiten bei Cavalese, dann an der galizischen Front, wo er in russische Gefangenschaft geriet, in den Ural verschleppt wurde und Zwangsarbeit in einer Gerberei leistete. Bei seiner Flucht mit gefälschten Papieren in zaristischer Uniform wurde er aufgegriffen und flüchtete erneut, bis er 1918 die österreichischen Linien erreichte, wo er zunächst als Spion festgenommen wurde. Zurück in der Heimat Maffersdorf arbeitete er wieder in seinem erlernten Beruf.

## Künstlerische Laufbahn
Watzke sang als Bassist in einem neu gegründeten Kirchenchor. Der Leiter des Chores Emil Kühnel erkannte sein Talent und empfahl ihn zur Ausbildung an die kroatische Sängerin Draga Kreißl-Hauptfeld im böhmischen Reichenberg. Weiteren Gesangsunterricht erhielt er von Paul Zimmermann in Karlsruhe und später bei dem dänischen Gesangspädagogen und Stimmbildner George Armin (1871–1963) in Berlin, der ihn nach dem Stauprinzip unterrichtete, wodurch sein Stimmmaterial und vor allem die Artikulation erfolgreich geformt wurde, und er seinen kräftigen Bass bis ins hohe Alter erhalten konnte.
Seine Bühnenlaufbahn begann 1923 mit einem Engagement am Badischen Landestheater Karlsruhe. Siegfried Wagner verpflichtete ihn für die Zeit von 1923 bis 1927 für die Bayreuther Festspiele. Dort sang er unter Carl Muck in sämtlichen Aufführungen des Parsifal die Rolle des Tituel. Er absolvierte eine weitere Gesangsausbildung bei Carl Kittel (1864–1945) in Bayreuth sowie bei Ernst Grenzebach in Berlin. Max von Schillings berief ihn an die Staatsoper Berlin, wo er von 1924 bis 1928 als Solist wirkte und unter anderem in Aida, La Bohème, Maskenball, Tosca und Fidelio auftrat. Konzerttourneen führten ihn durch ganz Europa.
Mit der Ernennung zum Kammersänger im Jahr 1928 verließ er die Oper und widmete sich ausschließlich dem Lied, der Ballade und dem Oratorium. Sein Repertoire umfasste die wichtigste Gesangsliteratur für seine Stimmlage, so sang er z. B. die Basspartien in den Passionen von J. S. Bach rund 300 Mal, Beethovens 9. Sinfonie fast 600 Mal. Zu seinem Repertoire zählte außerdem Händels Judas Maccabaeus, Bachs h-Moll-Messe, die Missa solemnis von Beethoven, Bruckners Te Deum, die Die Jahreszeiten und Die Schöpfung von Haydn sowie Oratorien von Mozart, Monteverdi bis hin zu Hans Pfitzners Von deutscher Seele. Besonders das deutsche Kunstlied lag ihm am Herzen von Schütz über Bach bis zu Hugo Wolf und Carl Loewe.
Nachdem die Kulturveranstaltungen während des Zweitens Weltkriegs ab 1942 reduziert worden waren, wurde Watzke – wie viele deutsche Künstler – gemeinsam mit seiner Ehefrau, der Pianistin Liliana-Dobri Christova, für die Wehrmachtsbetreuung im besetzten Polen im Bereich des Generalgouvernements verpflichtet. In den Kriegsjahren 1939 bis 1944 gab er unter erschwerten Bedingungen mehr als 330 Konzerte im gesamten Reichsgebiet. Watzke stand 1944 in der Gottbegnadeten-Liste des Reichsministeriums für Volksaufklärung und Propaganda.
Nach den ersten Bombennächten auf Berlin zog die Familie nach Hirschberg am See ins Sudetenland. Dort erlebte es das Kriegsende mit dem Einmarsch der Roten Armee in Begleitung tschechoslowakischer Widerständler Anfang 1945. Watzke wurde als Deutscher im Juni 1945 ausgewiesen; seine slawische Frau durfte mit den zwei Kindern in der CSR bleiben. Die Familienzusammenführung erfolgte im Oktober 1948; der neue Wohnsitz wurde Wuppertal.

### Besondere Konzerte, Konzertreisen und Festspiele
1923 war Watzke der erste Sänger, der im deutschen Rundfunk im Berliner VOX-Haus auftrat. Weitere Auftritte erfolgten unter anderem in Budapest und Prag (1929) unter der Leitung von Ernst von Dohnányi und  Václav Talich. Im Jahr 1931 unternahm er mit seinem ständigen Klavierbegleiter Karl Friedrich Müller-Pfalz (1984–1969) eine Tournee nach  Italien. Er sang vor Papst Pius XII. und bei einem Hauskonzert in der Villa Savoyen vor Königin Elena von Italien.
In Beethovens 9. Sinfonie trat er im Rahmen bedeutender Ereignisse mehrfach unter der Leitung von Wilhelm Furtwängler mit den Berliner Philharmonikern auf: im Jahr 1936 anlässlich der Krönung von Eduard VIII. bei einem Konzert in der Royal Albert Hall, im selben Jahr bei der Eröffnung und der Schlussfeier der XI. Olympischen Sommerspiele sowie bei der Eröffnung der Pariser Weltausstellung 1937.
Watzke wirkte zu Beginn des Heiligen Jahres 1950 bei der Aufführung der Matthäus-Passion unter Eugen Papst im Oberammergauer Passionsspielhaus mit. Im Rahmen der Salzburger Festspiele 1951/52 sang er im Salzburger Dom sowie in der Felsenreitschule und wirkte 1952 bei den Händel-Festspielen in Halle mit. Ebenfalls sang er 1955 in Beethovens 9. Sinfonie unter Günter Wand bei der Eröffnungsfeier des wiederaufgebauten Kölner Gürzenich.

### Abschied von der Bühne und Lehrtätigkeit
Seinen Abschied von der Bühne nahm Watzke 1967 im Alter von 75 Jahren mit dem Solo „Freude schöner Götterfunken“ aus Beethovens 9. Sinfonie in Neapel mit den Berliner Philharmonikern. 1968 übernahm er an seinem Wohnort in Wuppertal die Gesangsklasse an der Pädagogischen Hochschule, parallel zu der seit 1956 ausgeübten Tätigkeit am Dortmunder Konservatorium.

### Privates
Watzke war zwei Mal verheiratet: seit 1918 mit Marta Morndl und seit 1935 in zweiter Ehe mit der Pianistin Liliana Dobri-Christova, der Tochter des Komponisten Dobri Christow. In seiner zweiten Ehe wurde ein Sohn und eine Tochter geboren. Sein Grab befindet sich auf dem Evangelischen Friedhof Varresbeck in Wuppertal. 

## Ehrungen und Auszeichnungen

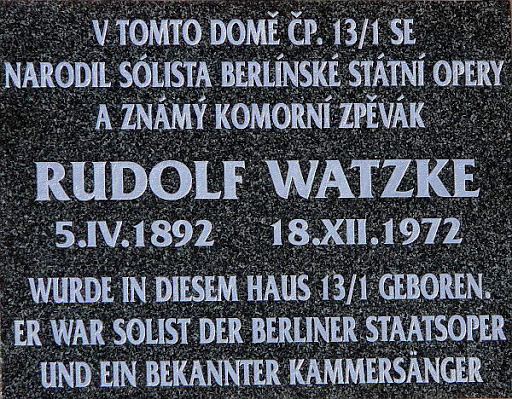
Gedenktafel zu Ehren von Rudolf Watzke an seinem Geburtshaus in Niemes, tschechisch und deutsch

- 1934: Verleihung des Erlöser-Ordens II. Klasse durch den griechischen Ministerpräsidenten Panagis Tsaldaris
- 1962: Bundesverdienstkreuz am Bande
- 2007: Anbringung einer Gedenktafel an seinem Geburtshaus Nr. 13/I (heute Prager Straße) im heutigen Mimoň[9]

## Diskografie (Auswahl)
- Beethoven: Symphony No. 9. Wilhelm Furtwängler, Erna Berger, Gertrude Pitzinger, Walther Ludwig, Rudolf Watzke, Bruno Kittelscher Chor, Berliner Philharmoniker. Aufnahme 1937 in London. Label: Archipel, 2002, ARPCD 0090
- Wilhelm Furtwängler conducting the Beethoven Ninth Symphony (Choral). Tilla Briem, Elisabeth Höngen, Peter Anders, Rudolf Watzke. Wilhelm Furtwängler, Berliner Philharmoniker, Bruno Kittelscher Chor. (Aufnahme 1942 in Berlin), Fontana 1976
- Ludwig van Beethoven: Symphonie Nr. 9. Teresa Stich-Randall, Lore Fischer, Ferdinand Koch, Rudolf Watzke, Gürzenich-Orchester, Günter Wand. Aufnahme 1955, Label: Testament 2003 (CD)
- Beethoven 9. Sinfonie d-Moll. Gunhild Weber, Ursula Boese, Walther Ludwig, Rudolf Watzke, NDR-Chor (Einstudierung Max Thurn), NDR-Sinfonie-Orchester, Leitung: Hans-Jürgen Walther. Falcon L-ST 7016 (Jahr unbekannt)